# フランシスコ・ロドリゲス・ジュニア
フランシスコ・ロドリゲス・ジュニア（Francisco Rodriguez Jr.、1993年7月10日 - ）は、メキシコのプロボクサー。ヌエボ・レオン州モンテレイ出身。元IBF・WBO世界ミニマム級統一王者。

## 来歴
2010年10月2日、モンテレイでエリック・ベントゥラとデビュー戦をフライ級契約で行い、初回TKO勝ちを収めデビュー戦を勝利で飾った。
2011年12月17日、ルイス・ゴンサレスと対戦し、5戦連続KO勝利となる初回2分24秒TKO勝ちを収めた。
2012年5月18日、サルバドール・アリアスと対戦し、プロ初黒星となる0-3の判定負けを喫した。
2012年9月8日、フランシスコ・ペレスと対戦し、2-1の僅差判定勝ちを収め再起に成功した。
2013年1月26日、元WBO世界ミニマム級暫定王者のマヌエル・バルガスと対戦し、圧倒的不利の下馬評を覆す3回44秒TKO勝ちを収めた。
2013年7月13日、ビクトル・ルイスと対戦し、5回2分8秒TKO勝ちを収めた。
2013年9月21日、ニカラグアマナグアのクラウン・プラザでWBA世界ライトフライ級スーパー王者ローマン・ゴンサレスと対戦し、フライ級テスト初戦のゴンサレスに初回に連打で強引に攻めてフライ級の洗礼を浴びせたが、2回以降はゴンサレスに少しずつペースをつかまれて連打を浴びせられてレフェリーがストップ。キャリア初のKO負けとなる7回1分10秒TKO負け。
2014年3月22日、モンテレイのモンテレー・アリーナでWBO世界ミニマム級王者メルリト・サビーリョとWBO世界同級タイトルマッチを行い、初回から連打でペースを掴むと2回に連打で先制ダウンを奪い、その後は連打で圧倒し最後は連打でサビーリョをグロッキーにした所でレフェリーがストップ。10回1分50秒TKO勝ちで番狂わせを起こして王座獲得に成功した。
2014年8月9日、モンテレイのモンテレー・アリーナでIBF世界ミニマム級王者高山勝成とIBF・WBO世界同級王座統一戦を行い、3-0（115-112、116-111、119-108）の判定勝ちを収めWBO王座の初防衛とIBF王座の獲得に成功、王座統一を果たした。
2014年10月9日、IBF世界ミニマム級王座を返上した。しかし後に王座返上を撤回しノンタイトル戦に臨むと発表した。
2014年11月15日、フィリピン・セブ市のウォーターフロント・セブシティ・ホテル&カジノでジョマル・ファハルドとノンタイトル10回戦を行い、1-1（98-92、94-96、95-95）の判定で引き分けとなった。
2014年11月、IBF世界ミニマム級王座を返上し、翌月の同年12月にはWBO世界ミニマム級王座も返上した。
2014年12月29日、同年8月9日に行われたIBFミニマム級王者高山勝成との間で行われた2団体王座統一戦がESPNドットコムのダン・ラファエル記者から2014年度の年間最高試合に選出された。
2015年1月29日、WBOはWBO世界ライトフライ級王者ドニー・ニエテスと同級1位のロドリゲス・ジュニアの間で指名試合の対戦交渉をするよう指令を出した。
2015年1月31日、チアパス州トゥストラ・グティエレスでジョマル・ファハルドと再戦し、10回3-0（99-90、97-92、100-92）の判定勝ちを収め完全決着をつけた。
2015年7月11日、フィリピン・セブ市のウォーターフロント・セブシティ・ホテル&カジノでWBO世界ライトフライ級王者ドニー・ニエテスとWBO世界同級タイトルマッチを行うも、12回0-3（110-118、109-119、113-115）の判定負けを喫し2階級制覇に失敗した。
2015年12月5日、メキシコ・バハカリフォルニア州テカテで元WBO世界ミニマム級王者ならびにWBO世界ライトフライ級2位のモイセス・フェンテスとWBO世界同級挑戦者決定戦を行うも、12回1-2（116-112、112-116×2）の判定負けを喫しニエテスへの再戦の権利獲得に失敗した。
2016年2月20日、メキシコ・モンテレーで元WBO世界ミニマム級王者ラウル・ガルシアとライトフライ級10回戦を行い、10回3-0（99-88、96-91、99-89）判定勝ちを収めた。
2017年2月4日、メキシコ・カンクンで長井一（ワタナベ）と対戦し、5回負傷判定勝ちを収めた。
2017年6月3日、メキシコ・カンクンのアレナ・オアシスでロランド・グスマンと対戦し、3回1分35秒KO勝ちを収めた。
2021年9月1日、大田区総合体育館でWBO世界スーパーフライ級王者の井岡一翔と元WBO世界同級タイトルマッチを行うも、12回0-3（112-116×3）で判定負けを喫し2階級制覇に失敗した。
2022年11月1日、さいたまスーパーアリーナで行われた寺地拳四朗 対 京口紘人戦の前座で、元WBO世界フライ級王者の中谷潤人とスーパーフライ級10回戦を行うも、10回0-3の判定負けを喫した。
2025年3月26日、WBC世界フライ級暫定王者のガラル・ヤファイとのWBC暫定世界同級タイトルマッチの入札が行われ、ヤファイ擁するマッチルーム・スポーツが222000ドル（約3400万円）で興行権を落札した。
2025年6月21日、バーミンガムのBP・プラス・ライブでWBC世界フライ級暫定王者のガラル・ヤファイとWBC暫定世界同級タイトルマッチを行い、12回3-0（119-108×2、118-109）の判定勝ちを収め約10年ぶりとなる世界王座獲得に成功、2階級制覇を果たしヤファイに初黒星を与えた。しかし、試合から2週間後の同年7月9日にマッチルーム・スポーツは試合後にVADAが実施したドーピング検査でロドリゲス・ジュニアの体内から禁止薬物である興奮剤・ヘプタミノールの陽性反応が検出されたと発表。その後、同年7月27日付で試合結果を無効試合に変更、ロドリゲス・ジュニアの暫定王座は無効となり同王座をヤファイに差し戻し、結果的にロドリゲス・ジュニアの2階級制覇とヤファイの初黒星はどちらも幻となり加えて両者の再戦が発表、ロドリゲス・ジュニアに2026年6月21日までの約1年間の保護観察措置を下した。しかし、2025年8月14日付でWBCは同年7月30日に寺地拳四朗を判定で下しWBA・WBC世界同級統一王者となったリカルド・ラファエル・サンドバルとWBC世界同級暫定王者のヤファイとの対戦を指令したため、再戦は消滅した。

## 戦績
- プロボクシング：47戦 38勝 (26KO) 6敗 1分 2無効試合

| 戦           | 日付           | 勝敗 | 時間     | 内容         | 対戦相手                     | 国籍       | 備考                                               |
| ------------ | -------------- | ---- | -------- | ------------ | ---------------------------- | ---------- | -------------------------------------------------- |
| 1            | 2010年10月2日  | ☆    | 1R 0:01  | TKO          | エリック・ベンチュラ         | メキシコ   | プロデビュー戦                                     |
| 2            | 2010年10月7日  | ☆    | 2R 1:21  | KO           | レイナルド・アビラ           | メキシコ   |                                                    |
| 3            | 2011年3月4日   | ☆    | 1R 0:24  | KO           | マイク・グエスカ             | メキシコ   |                                                    |
| 4            | 2011年3月18日  | ☆    | 2R 2:59  | KO           | ジェラルド・ガライ           | メキシコ   |                                                    |
| 5            | 2011年8月6日   | ☆    | 2R 3:00  | TKO          | アルトゥーロ・カストロ       | メキシコ   |                                                    |
| 6            | 2011年9月15日  | ☆    | 1R 1:48  | TKO          | アルテミオ・ガルシア         | メキシコ   |                                                    |
| 7            | 2011年12月17日 | ☆    | 1R 2:24  | TKO          | ルイス・ゴンサレス           | メキシコ   |                                                    |
| 8            | 2012年3月3日   | ☆    | 4R       | 判定 2-0     | セルヒオ・ヌニェス           | メキシコ   |                                                    |
| 9            | 2012年5月18日  | ★    | 6R       | 判定 0-3     | サルバドール・アリアス       | メキシコ   |                                                    |
| 10           | 2012年7月21日  | ☆    | 4R 2:27  | TKO          | ホルヘ・ゲレーロ             | メキシコ   |                                                    |
| 11           | 2012年9月8日   | ☆    | 8R       | 判定 2-1     | フランシスコ・ペレス         | メキシコ   |                                                    |
| 12           | 2012年12月14日 | ☆    | 5R 1:00  | TKO          | エドゥアルド・エルナンデス   | メキシコ   |                                                    |
| 13           | 2013年1月26日  | ☆    | 3R 0:44  | TKO          | マヌエル・バルガス           | メキシコ   |                                                    |
| 14           | 2013年4月19日  | ☆    | 5R 2:16  | TKO          | イバン・ロドリゲス           | メキシコ   | NABF北米ライトフライ級王座決定戦                   |
| 15           | 2013年7月13日  | ☆    | 5R 2:08  | TKO          | ビクトル・ルイス             | メキシコ   |                                                    |
| 16           | 2013年9月21日  | ★    | 7R 1:10  | TKO          | ローマン・ゴンサレス         | ニカラグア |                                                    |
| 17           | 2013年11月15日 | ☆    | 12R      | 判定 3-0     | モイセス・カレロス           | メキシコ   |                                                    |
| 18           | 2014年1月18日  | ☆    | 5R 2:11  | 負傷判定 3-0 | エルネスト・ゲレーロ         | メキシコ   |                                                    |
| 19           | 2014年3月22日  | ☆    | 10R 1:00 | TKO          | メリト・サビリョ             | フィリピン | WBO世界ミニマム級王座決定戦                        |
| 20           | 2014年8月9日   | ☆    | 12R      | 判定 3-0     | 高山勝成                     | 日本       | WBO・IBF世界ミニマム級王座統一戦 WBO防衛1・IBF獲得 |
| 21           | 2014年11月15日 | △    | 10R      | 判定 1-1     | ジョマール・ファハルド       | フィリピン |                                                    |
| 22           | 2015年1月31日  | ☆    | 10R      | 判定 3-0     | ジョマール・ファハルド       | フィリピン |                                                    |
| 23           | 2015年7月11日  | ★    | 12R      | 判定 0-3     | ドニー・ニエテス             | フィリピン | WBO世界ライトフライ級タイトルマッチ                |
| 24           | 2015年12月5日  | ★    | 12R      | 判定 1-2     | モイセス・フエンテス         | メキシコ   |                                                    |
| 25           | 2016年2月20日  | ☆    | 10R      | 判定 3-0     | ラモン・ガルシア・ヒラレス   | メキシコ   |                                                    |
| 26           | 2016年7月23日  | ☆    | 5R 2:44  | TKO          | ジョニー・ミシェル・ガルシア | メキシコ   |                                                    |
| 27           | 2016年10月29日 | ☆    | 5R 1:21  | TKO          | クリソン・オマヤオ           | フィリピン |                                                    |
| 28           | 2017年2月4日   | ☆    | 5R 1:22  | 負傷判定 3-0 | 長井一（ワタナベ）           | 日本       |                                                    |
| 29           | 2017年6月3日   | ☆    | 3R 1:35  | KO           | ヘクター・ロランド・グスマン | メキシコ   |                                                    |
| 30           | 2017年8月12日  | ☆    | 7R 2:35  | KO           | エリアス・ジョアキーノ       | メキシコ   |                                                    |
| 31           | 2017年12月16日 | ☆    | 6R 2:45  | TKO          | ロナルド・ラモス             | コロンビア |                                                    |
| 32           | 2018年3月24日  | ☆    | 4R 1:54  | TKO          | パブロ・カリージョ           | コロンビア |                                                    |
| 33           | 2018年6月9日   | ☆    | 2R 2:33  | KO           | 戸部洋平（三迫）             | 日本       |                                                    |
| 34           | 2018年10月20日 | ☆    | 3R 1:20  | KO           | エルナン・マルケス           | メキシコ   |                                                    |
| 35           | 2019年4月6日   | ☆    | 10R      | 判定 3-0     | オスワルド・ノボア           | メキシコ   |                                                    |
| 36           | 2019年6月1日   | ☆    | 2R 3:00  | TKO          | ダビッド・バレト             | メキシコ   |                                                    |
| 37           | 2019年10月26日 | ☆    | 3R 0:20  | TKO          | ウィリアム・リエラ           | メキシコ   |                                                    |
| 38           | 2019年11月30日 | ☆    | 6R 0:21  | KO           | ホセ・マリア・カルデナス     | メキシコ   | WBCラテンアメリカスーパーフライ級王座決定戦        |
| 39           | 2021年2月26日  | ☆    | 10R      | 判定 2-1     | マルティン・テクアペトラ     | メキシコ   |                                                    |
| 40           | 2021年9月1日   | ★    | 12R      | 判定 0-3     | 井岡一翔（Ambition）         | 日本       | WBO世界スーパーフライ級タイトルマッチ              |
| 41           | 2022年1月14日  | ☆    | 7R 2:55  | TKO          | アルヌルフォ・サルバドール   | メキシコ   |                                                    |
| 42           | 2022年7月16日  | ☆    | 10R      | 判定 3-0     | エルク・オマール・ロペス     | メキシコ   |                                                    |
| 43           | 2022年11月1日  | ★    | 10R      | 判定 0-3     | 中谷潤人（M.T）              | 日本       |                                                    |
| 44           | 2023年1月27日  | ☆    | 10R      | 判定 3-0     | ジョエル・コルドバ           | メキシコ   |                                                    |
| 45           | 2024年3月16日  | ☆    | 3R 2:54  | TKO          | ホセ・ハビエル・トーレス     | メキシコ   |                                                    |
| 46           | 2024年12月12日 | ー   | 8R       | NC           | ホスエ・モラレス             | メキシコ   |                                                    |
| 47           | 2025年6月21日  | －   | 12R      | NC           | ガラル・ヤファイ             | イギリス   | WBC暫定・世界フライ級タイトルマッチ                |
| テンプレート |                |      |          |              |                              |            |                                                    |

## 獲得タイトル
- NABF北米ライトフライ級王座
- WBO世界ミニマム級王座（防衛1=返上）
- IBF世界ミニマム級王座（防衛0=返上）
- WBCラテンアメリカスーパーフライ級王座

## 受賞歴
- 2014 ESPN Fight of the Year（IBF・WBO世界ミニマム級王座統一戦）